# Zatrephes flavida
Zatrephes flavida là một loài bướm đêm thuộc phân họ Arctiinae, họ Erebidae.